# Комиссия по ядерной безопасности
Комиссия по ядерной безопасности (яп. 原子力安全委員会) Японии  — комиссия, созданная при кабинете министров Японии в качестве независимого агентства, играющая главную роль в управлении ядерной безопасностью. 

## Предыстория и создание
В декабре 1955 года учреждена Комиссия по атомной энергии Японии. В октябре 1978 года Комиссия по ядерной безопасности была выделена из Комиссии по атомной энергии. В 1981 году комиссия опубликовала первую Белую книгу по ядерной безопасности. 

## Функции
В 1999 году роль комиссии была юридически определена принятием Закона о специальных мерах в случае ядерной катастрофы. Комиссия визирует проверки безопасности, проводимые регулирующими органами, такими как Агентство по ядерной и индустриальной безопасности. В декабре 2002 года функциональные возможности комиссии по надзору и аудиту деятельности регулирующего органа были усилены. Члены комиссии назначались премьер-министром Японии по утверждению парламента.  

## Расследование
В 2007 году независимость Комиссии по ядерной безопасности была поставлена под сомнение сейсмологом профессором Кацухико Исибаши после того, как высокопоставленный чиновник Агентства по ядерной и промышленной безопасности, по-видимому, исключил новый пересмотр правил комиссии по сейсмическому проектированию. 

13 июля 2011 года Комиссия опубликовала подготовленный 11 июня 1993 года отчёт «Событие полного отключения электроэнергии на станции переменного тока на атомной электростанции (原子力発電所における全交流電源喪失事象について), в котором сообщается о недостаточной надежности правил на случай возможного полного отключения станции переменного тока на атомных электростанциях, что привело к необходимости дальнейшего обсуждения методологии предотвращения или восстановления атомных электростанций после возможных аварий.
26 августа 2011 года в Секретариате кабинета министров Японии было создано Управление по подготовке реформы органов регулирования ядерной безопасности, чтобы отделить развитие ядерной энергетики от функции контроля.
Мадараме Харуки, будучи председателем Комиссии по ядерной безопасности (2010–2012 гг.) в ходе расследования в Парламенте в феврале 2012 года сказал, что «японские правила атомной безопасности уступают мировым стандартам и оставили страну неподготовленной к ядерной катастрофе на Фукусиме». Он подчеркнул недостаточность системы защиты от цунами. 
Мадараме также заявил, что японская технология мониторинга безопасности устарела, признав, что комиссия «… поддалась слепой вере в технологическое совершенство страны и не смогла тщательно оценить риски строительства ядерных реакторов в сейсмоопасной стране», а регулирующие органы и коммунальные предприятия упустили возможность для улучшения стандартов эксплуатационной безопасности. Он также утверждал, что в результате регуляторного захвата регулирующие органы имеют мало власти и часто подчиняются интересам коммунальных предприятий.

## Пожертвования
2 января 2012 года Харуки Мадараме, назначенный с апреля 2011 года главой Комиссии по ядерной безопасности Японии, признал, что с 2009 по 2011 год он получил 4 миллиона иен от Mitsubishi Heavy Industries, производителя ядерных энергетических реакторов. Другой член правительственной комиссии, Сейджи Сироя, получил от Japan Atomic Industrial Forum Inc. 3,1 миллиона иен в течение трех лет, вплоть до 2009 года. По словам Мадараме, бывшего профессора Токийского университета, эти пожертвования не повлияли на принятие решений, поскольку способствовали обеспечению ядерной безопасности путем двойной проверки мер регулирования, реализуемых министерствами атомной промышленности и науки. По словам двух ученых, пожертвования предназначались для содействия ядерным исследованиям, а деньги были потрачены на исследования и на покрытие расходов на командировки. Мадараме добавил, что все протоколы заседаний комиссии были опубликованы, и общественность должна оценить, были ли эти пожертвования уместными. 

## Реорганизация
В 2011 году правительство запланировало объединить Агентство по ядерной и промышленной безопасности с комиссией и создать новое агентство по ядерной безопасности при министерстве окружающей среды. 19 сентября 2012 года комиссия была реорганизована в Управление по ядерному регулированию. 